# コレージュ＝リセ・アンペール

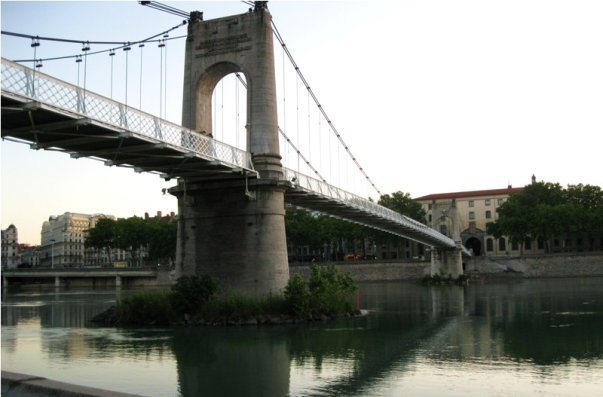
ローヌ川の河岸から高校の歩道橋を望む

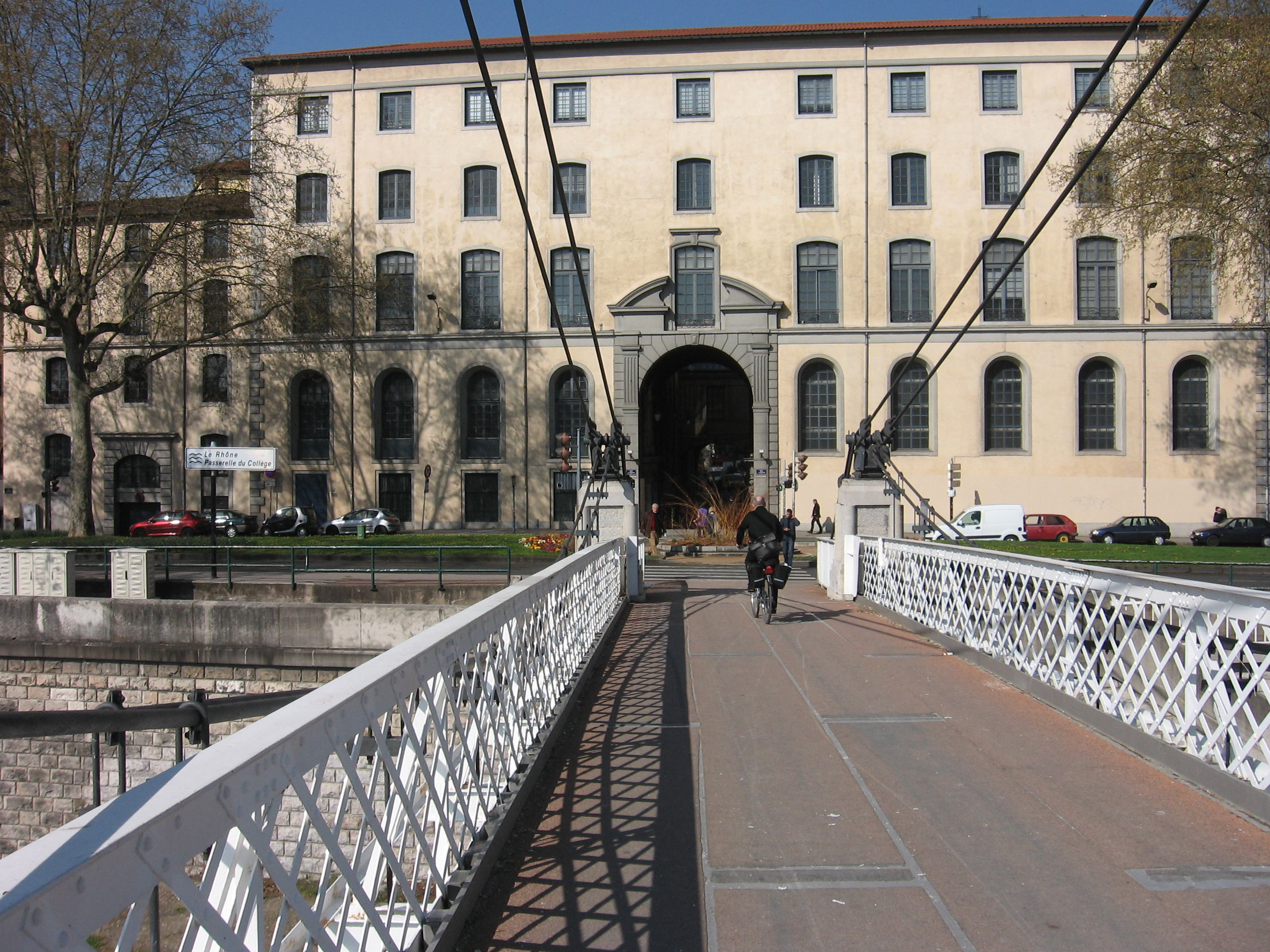
歩道橋から撮影

コレージュ＝リセ・アンペール（仏：Collège-lycée Ampère）は、フランスのリヨンにある公立の中等教育機関（地方教育公施設法人）である。リヨン1区に所在する。

## 沿革

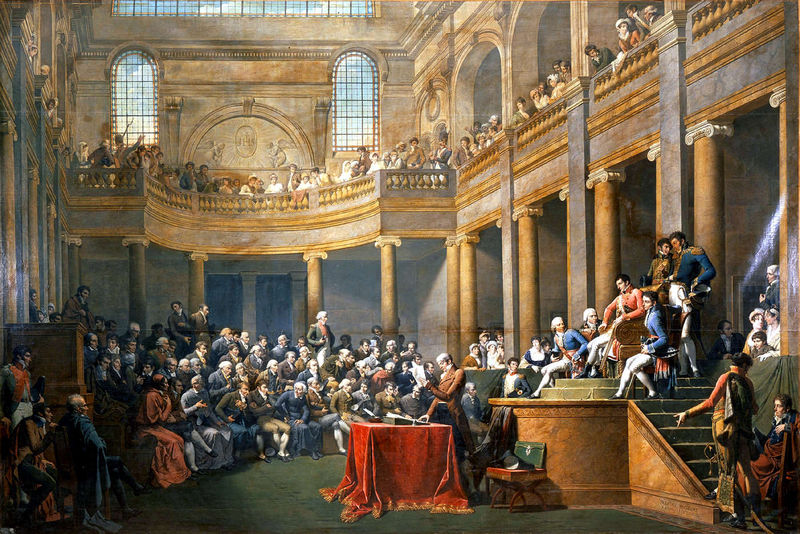
1808年にチャペール内でナポレオンはニコラ＝アンドレ・モンシオをイタリア共和国の大統領に

- 1519年に建てられ、1565年から1762年までイエズス会員によって運営される。フランス革命の時代には国民公会の軍力定住所になった。
- ナポレオン・ボナパルトはアンペールの建物の中にあるシャペル・ド・ラ・トリニテでイタリア共和国の大統領を一任された。フランス第一帝政のとき、アンペール高校は大帝高校になった。
- 1888年にコレージュ＝リセ・アンペールに改名された。
- 2003年分権法律により、ローヌ＝アルプ地域圏に運営される。

## 特徴
- バカロレアの準備に基づき、高校1年から3年まで第三外国語としてのヘブライ語や日本語、及びアラビア語が教えられる。ロシア語も第二外国語としても教えられる。
- リセの建物の中に付属する予備大学（CPGE）はグランゼコールであるビジネス・スクールの入学率を誇る[1]。
- シャペル・ド・ラ・トリニテ（フランス語版）は1939年から重要文化財に確認[2]。1990年代からリフォームされたが、最近クラシック音楽の演奏会などを通常に迎える[3]。

## 関係者

### 卒業生・出身者
- アンドレ＝マリ・アンペール
- シャルル・ボードレール
- エドガール・キネ
- エドゥアール・エリオ
- エドゥアール・ダラディエ
- ロベール・バダンテール
- アンドレ・ラトレイユ
- マルク・リブー
- ジャック・マルタン
- レイモン・ドメネク
- アルフォンス・ドーデ
- テア・ツルキアニ（ジョージアの女性法相）

## リンク
- リセ・アンペール
- リセ・アンペール

座標: 北緯45度45分55秒 東経4度50分15秒 / 北緯45.76528度 東経4.83750度